# Troupe des carabiniers

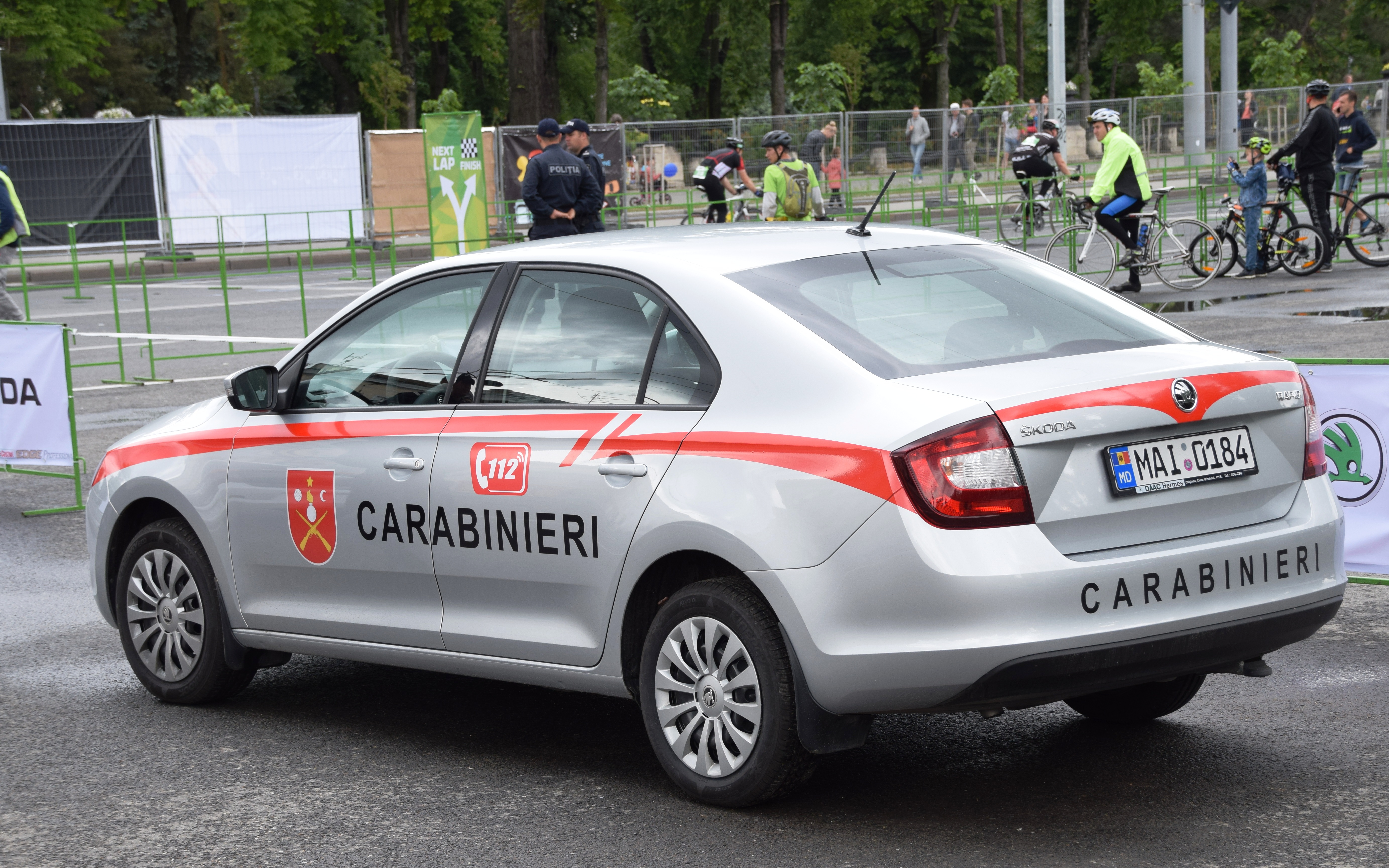
Une voiture de patrouille des carabiniers moldaves.

La troupe des carabiniers (en roumain Trupele de Carabinieri) est la force de gendarmerie nationale de la république de Moldavie, sous l'administration du ministère de l'Intérieur. Les carabiniers moldaves doivent assurer, avec la police ou indépendamment, l'ordre public, la protection des droits et libertés des citoyens, les biens des propriétaires et la prévention des violations de la loi. La structure de l'agence est basée sur celle des carabiniers italiens, d'où elle tire son nom. Le département des troupes de carabiniers compte 5 unités militaires et quelque 2 000 soldats travaillant sous contrat ou à plein temps.

## Historique
Le 12 décembre 1991, la création des troupes de carabiniers par le président Mircea Snegur est approuvée par le Parlement puis signée par le président de la République de Moldavie sur la base des troupes internes du ministère de l'Intérieur de Moldavie, elles-mêmes des formations qui, avant l'indépendance, servaient dans le cadre des troupes internes du ministère de l'Intérieur de la RSS de Moldavie,. Le 13 mars 1992, une subdivision des carabiniers rejoint la région de Transnistrie pour servir du côté moldave de la guerre de Transnistrie. Plus d'une semaine plus tard, lors de l'assaut près du village de Coșnița, de nombreux soldats des carabiniers sont tués lors de son premier engagement pendant le conflit. Le 24 août 1993, les carabiniers commencent à remplir leurs tâches initiales, pour lesquels ils avaient été destinés. En février 1998, les unités et sous-unités des troupes des carabiniers participent aux nettoyages des catastrophes naturelles dans le village de Hîncești.

## Structure

### Appareil central
- Direction de la gestion opérationnelle[4]
  - Section de l'ordre public et de la sécurité
  - Section de la sécurité et de la protection institutionnelle
  - Section de la planification, de l'organisation et de la coordination des missions
- Direction de la gestion des ressources humaines
  - Section de l'administration personnelle
  - Section formation
  - Section de l'éducation et de la protection sociale
- Département de logistique
  - Service de la planification et de l'approvisionnement
  - Service technique militaire et armement
  - Service d'intendance
  - Service de la construction d'immobilisations, de l'hébergement et de l'exploitation
- Direction financière
- Direction de la sécurité et des enquêtes
- Direction de la coopération internationale, de la maîtrise d'ouvrage et des relations publiques
- Département d'assistance psychologique
- Section juridique
- Section médicale
- Service documentaire
- Service des communications et des technologies de l'information
- Section de la mobilisation et des transports spéciaux

### Subdivisions du CTD
- Centre opérationnel
- Musique militaire
- Le chœur « Credo »
- Équipe de sport
- Centre curatif prophylactique et expertise médico-militaire
- Centre d'assurance

#### Musique des troupes de carabiniers
La musique du Département des Troupes de Carabiniers (DTC) du ministère de l'Intérieur (roumain : Orchestra Departamentului de Carabinieri a Ministerului de Interne) est la seule fanfare militaire des troupes de carabiniers, actuellement dirigée par le lieutenant Oleg Casacu. Elle est fondée le 1er avril 1994, à l'initiative du colonel Nicolae Usaciov, sous le nom de « musique militaire des troupes de Carabiniers ». Le 21 février 2002, le nom du groupe est étendu pour refléter le nom complet du DTC. La fanfare participe activement aux activités culturelles et artistiques du DTC (notamment cérémonies de prestation de serment militaire et manifestations organisées par le gouvernement). Il participe également à des festivals et tattoo militaires dans différents pays comme la Suisse, l'Allemagne, la France, l'Italie, la Belgique et la Russie. En juin 2015, le groupe remporte le 1er prix du meilleur contingent de marche lors d'un concert en Italie,,,,. À l'occasion du 20e anniversaire de l'indépendance de la Moldavie en 2011, le groupe joue Limba noastră (l'hymne national) sur la chaîne de télévision moldave Publika TV. Le groupe arrive à égalité avec l'orchestre présidentiel de la république de Moldavie dans l'armée nationale et la musique centrale de la police aux frontières moldave.
Voici une liste des directeurs musicaux du groupe :
- Colonel Nicolae Usaciov (1994-2003)[11]
- Capitaine Anatole Grischa (2003-2004)[11]
- Colonel Ghenadie Tutunaru (2004-2010)[11]
- Lieutenant Oleg Casacu (2010-présent)[11]

#### Chorale
Le chœur de chambre « Credo » est une subdivision musicale du DTC. Il donne des concerts sur scène dans le pays et à l'étranger. Il se distingue par de nombreux titres et récompenses. Le chœur a été honoré du titre de vainqueur de 25 concours internationaux en : Allemagne, Pologne, Autriche, Ukraine, Belgique, Bulgarie, Royaume-Uni, France, Biélorussie, Pays-Bas, Malte et Suisse, récompensé par le Grand Prix, 12 médailles d'or et 7 d'argent.

#### Équipe de sport
L'équipe sportive est composée de sportifs militaires qui participent activement aux championnats olympiques, internationaux et européens. Il se prépare conjointement avec le club sportif central « Dinamo », l'agence des sports, et le comité national olympique.

### Unités
- Unité militaire 1001
- Unité militaire 1002
- Unité militaire 1003
- Unité militaire 1006
- Unité militaire 1045